# Adrie Roks (wielrenner)
Adrie Roks (Sprundel, 7 september 1935) is een voormalig Nederlands wielrenner. 
Adrie Roks was een jongere broer van Thijs Roks. Hij was professioneel wielrenner in de jaren 1960 en 1961. Als  amateurwielrenner won hij in 1957 Olympia’s Tour. Dit was meteen zijn grootste overwinning in zijn carrière.  Een jaar later won hij de derde etappe in deze Olympia’s Tour. In 1960 en 1961 reed hij bij de professionals met als meest aansprekende resultaat een derde plaats in de 6e etappe van de Ronde van Nederland in 1960. 

## Overwinningen en ereplaatsen
1957
- 1e in het eindklassement Olympia’s Tour

1958
- 1e in de derde etappe Olympia’s Tour

1960
- 3e in de zesde etappe Ronde van Nederland